# Сантучо, Франсиско Рене
Франсиско Рене Сантучо (исп. Francisco René Santucho, 9 августа 1925, Сантьяго-дель-Эстеро — 1 апреля 1975, Тукуман) — аргентинский политический деятель, организатор Революционного индоамериканского народного фронта, член руководства Революционной партии трудящихся и Революционной армии народа. Брат Марио Роберто Сантучо, под влиянием которого пришёл от национализма и антикоммунизма к левым идеям.